# Музей Северной Карелии
Музей Cеверной Карелии «Хилма» — региональный кравеведческий музей в городе Йоэнсуу в области Северная Карелия (Финляндия). Постоянная тематическая экспозиция рассказывает об истории, народной культуре и быте Северной Карелии, а также регионов Приладожья. С 2025 года музей «Хилма» работает в старой ратуше города Йоэнсуу.  В фокусе экспозиции история Северной Карелии и её столицы, а также её культурное наследие: в музее были представлены выставочные экспонаты музея Ладожской Карелии, эвакуированные из города Сортавала после Зимней войны. В музее ежегодно проходят одна-две временные выставки. Для маленьких посетителей музея организовано игровое музейное пространство.

## История
Музей Северной Карелии был основан в 1917 году с целью сохранения культурно-исторической памяти в регионе. С момента своего создания фонды музея располагались в здании ратуши города Йоэнсуу, спроектированной Элиэлем Саариненом и построенной в 1914 году. Музей Северной Карелии располагался в этом здании в течение практически 30 лет – с 1920 по 1949 годы. В 1955 году музей переехал в новое здание «Карельского дома» (фин. Karjalantalo) в районе острова Илосаари. Там музей проработал более сорока лет, пока в 1998 году фонды музея не перенесли в только что открывшийся новый культурно-туристический центр «Кареликум», располагавшийся в самом центре города. Само же здание «Кареликума» было построено в 1986 году.

## Постоянная экспозиция
В рамках этой экспозиции рассказывается об истории региона с каменного века до современности, а также о народной культуре региона Северной Карелии. Экспозиция строилась по тематическому принципу. 
- Часть под названием «По древним тропам» (фин. Muinaisilla poluilla) содержит информацию о доисторических временах этого региона, из которой посетители музея могут узнать о том, когда пришли на территорию Северной Карелии её первые поселенцы. В рамках этой выставки представлена широкая коллекция археологических находок и исторических артефактов того периода – черепков глиняной посуды, украшений и орудий труда.[5] Выставка содержит множество исторических предметов, отражающих историю быта. Посетители могли буквально прикоснуться к истории через контакт с некоторыми архаическими предметами. Выставка имеет и аудиовизуальную составляющую, позволяющую погрузиться в историю карел и послушать поэтическое пение под звуки народного музыкального инструмента – кантеле.
- Выставка «Путешествие по Карелии» (фин. Matkalla Karjalassa) также рассказывает о многовековой истории этого края, об исторических процессах, которые сформировали самобытность народной культуры. В рамках этой части выставки представлены старые карты, военная атрибутика разных исторических эпох и другие интересные экспонаты.[5] [5]
- Отдельная выставка посвящена истории города Йоэнсуу.[5]

## Коллекции музея
- Особой гордостью музея Северной Карелии является коллекция икон старообрядческого монастыря в Мекриярви (фин. Megrin luostarin ikonikokoelma), основанного в начале XIX века в общине Иломантси.  В коллекции музея хранится 20 икон, самые старые из которых относятся к концу XVII века.[6]
- Ещё одной гордостью музея является коллекция Ладожской Карелии, которая вошла в фонды музея в 1950 году. В коллекции находится около 1800 экспонатов. [6]
- В фондах музея хранится коллекция костюмов и аксессуаров, принадлежавшая карельской знати, из усадьбы Алахови из Пялкъярви (фин. Pälkjärven Alahovin kokoelma). Коллекция из 131 экспоната была передана музею в 1960 году. В неё входит мебель и другое движимое имущество из усадьбы Алахови.[6]

## Музейные экспонаты
В фондах музея сохраняются экспонаты из региона Северной Карелии разных эпох. Первые предметы в коллекции музея, относящиеся к крестьянскому быту, были сделаны из дерева и соломы, позже, с 1930-х годов, в коллекцию вошли артефакты из домов городских дворян, а с 70-х годов коллекция пополнялась предметами промышленного производства. Коллекция музея постоянно пополняется, и в фондах музея насчитывается около 30 тысяч единиц экспонатов.  Музей Северной Карелии «Хилма» в сотрудничестве с художественным музеем «Онни» отвечают за развитие музейной деятельности и выполнение экспертных задач в области культуры. Сотрудники музея оказывают консультативную помощь другим местным музеям и помогают с музеефикацией культурного наследия этого северного региона.